# Kelurahan Batang Bungo
Kelurahan Batang Bungo is een bestuurslaag in het regentschap Bungo van de provincie Jambi, Indonesië. Kelurahan Batang Bungo telt 5531 inwoners (volkstelling 2010).